# Tawna: Cine desde Territorio
Tawna es un colectivo de cine que se centra en la narrativa amazónica. Su labor incluye visibilizar los procesos de defensa de los territorios indígenas, fortalecer los legados culturales de la Amazonía y acompañar a los jóvenes de la región en el aprendizaje de la comunicación audiovisual. 
El término "Tawna" se refiere a una herramienta que permite a la canoa avanzar en los ríos, simbolizando su propósito de conectar, unir y crear lazos entre comunidades y territorios.

## Historia
El colectivo Tawna comenzó en 2017 con la producción de la película “Vestimenta Sapara” y la dirección de la película “Piatúa Resiste”. Estas producciones iniciales permitieron que cineastas, artistas visuales y comunicadores de diversas culturas amazónicas, andinas y mestizas se unieran para desarrollar narrativas audiovisuales desde una perspectiva onírica, sociocultural y ambiental.

## Participaciones y Reconocimientos
| Evento |
| --- |
| Part of the exhibition «Pero la luz será mañana para los más: Cine y vidas indigenas» en el museo Reina Sofia |
| IFEQ Festival internacional du film Ethnographique                                                            |
| Cámara Lúcida Experimental Film Festival                                                                      |
| Festival Santiago Wild                                                                                        |
| Festival EDOC                                                                                                 |
| Kanua: Festival Flotante de Cine Amazónico                                                                    |